# Unknown Angels
Unknown Angels je třetí sólové studiové album anglického jazzového baskytaristy Tonyho Greye. Vydáno bylo nezávislou společností ObliqSound v roce 2010. Nahrávání probíhalo v říjnu púředchozího roku. Vedle jiných se na něm podíleli například Michele Locatelli a Deantoni Parks.

## Seznam skladeb
Autorem všech skladeb je Tony Grey.
1. „Awake and Dreaming“ – 7:05
2. „Why Do People Hurt Each Other“ – 4:50
3. „Unknown Angels“ – 5:11
4. „Say What You Mean“ – 7:47
5. „No More Struggle“ – 4:54
6. „Out of Something“ – 8:31
7. „Some Are Saved, Some Are Lost“ – 4:32
8. „Living Underground“ – 8:40
9. „Song from Above“ – 4:13

## Obsazení
- Tony Grey – baskytara, klávesy, zpěv
- John Shannon – kytara
- Michele Locatelli – kytara
- Gregoire Maret – harmonika
- V. Selvaganesh – kanjira
- U. Shrinivas – mandolína
- Mahesh Vinayakram – zpěv
- Deantoni Parks – bicí
- Obed Calvaire – bicí